# Red Metropolitana de Movilidad

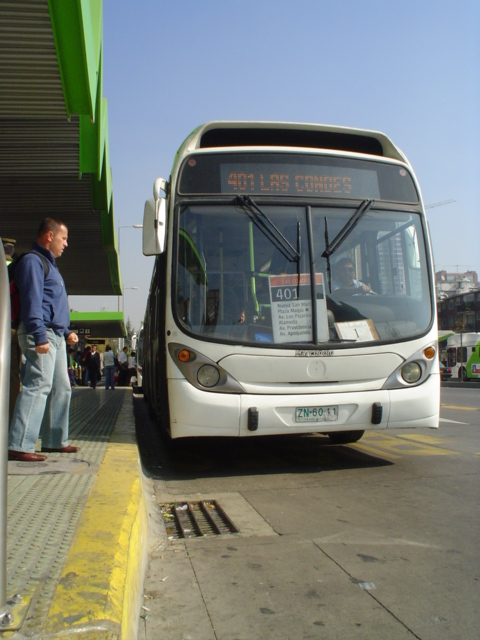
Jeden z autobusů systému v zastávce Escuela Militar

Red Metropolitana de Movilidad (do roku 2019 Transantiago) je autobusová síť, která zajišťuje významnou část dopravy v Santiagu de Chile. Systém vznikl významnou reorganizací předtím chaotické a neorganizované dopravy pomocí spojů soukromých provozovatelů, mnohdy navíc přetížené. Systém funguje od 10. února 2007, kdy byla završena první dvouletá etapa výstavby.
Současná síť linek se dělí do dvou skupin; na hlavní, které zajišťují dopravu z jednoho konce města na druhý, a na linky, které se  napojují. V provozu jsou moderní autobusy od firmy Volvo (nízkopodlažní; splňují navíc emisní limity Euro III), vyrobené v Brazílii. Do roku 2010 pak také ještě zůstaly v provozu i starší vozy. Hlavním rozdílem je ale kromě stáří a typu autobusu rovněž i jeho nátěr; zatímco staré autobusy měly převážně žlutý nátěr, nyní jsou všechny již bílé. Pořízeno bylo tehdy přes 1100 kloubových autobusů a přes pět set krátkých (12 m).
Přestože hlavní snahou při zavádění systému v letech 2004 až 2007 bylo zjednodušení cestování a omezení konkurence, objevila se kritika hned z několika stran. Jednak zavedení jednotného tarifního systému omezilo možnosti soukromých provozovatelů, jednak navázání mnohých spojů na metro zvýšilo jeho vytížení (z 1,3 na 2,2 milionu cestujících za den). Přestože vozový park má stovky autobusů a nové jsou objednány, stále existují mnohé linky přetížené a vozidel je tak v šestimilionové metropoli nedostatek. V březnu 2019 došlo k přejmenování systému z Transantiago na Red Metropolitana de Movilidad.